# Fui Banquero
Pour plus de détails, voir Fiche technique et Distribution.
Fui Banquero est une comédie dramatique franco-cubaine réalisée par Patrick et Émilie Grandperret, sortie en 2016.

## Synopsis
Olivier est banquier. Il renonce à aller à l'enterrement de son père car sa banque l'envoie en mission à La Havane. Une fois sur place, il est informé que sa banque vient de changer de mains, que sa mission est annulée et qu'il doit rentrer à Paris. Bizarrement, il refuse d'obéir. Il veut rester à Cuba, même sans visa et sans papiers. Mais ce n'est pas pour les filles, non. Ni pour les garçons... C'est à cause d'une histoire que lui racontait son père, une histoire de famille qui remonte à presque 200 ans, mais qui pourrait tout changer pour lui !

## Fiche technique
- Titre : Fui Banquero
- Réalisation : Patrick et Émilie Grandperret
- Scénario : Patrick et Émilie Grandperret
- Musique : Léo Grandperret et Benoît Portolano
- Montage : Dominique Galliéni
- Photographie : Pascal Caubère
- Costumes :
- Décors :
- Producteur : Jérôme Dopffer
- Production : Balthazar Productions
- Distribution : DHR
- Pays d'origine :  France et  Cuba
- Durée : 90 minutes
- Genre : comédie dramatique
- Dates de sortie :
  -  France : 13 avril 2016

## Distribution
- Robinson Stévenin : Olivier Beauregard
- Antoine Chappey : Marc
- Pierre Richard : le père d'Olivier
- Saulius Liutkus : Pablo
- Jorge Pardón : Luis